# Клеастер-Аньюм
Клеастер-Аньюм (нід. Kleaster Anjum) — селище в нідерландській провінції Фрисландія. Входить до муніципалітету Вадхуке.
Перша згадка про населений пункт датується 1275 роком. До 1963 року він мав статус села. Наразі в ньому нараховується близько 20 будинків.